# Elmley Castle

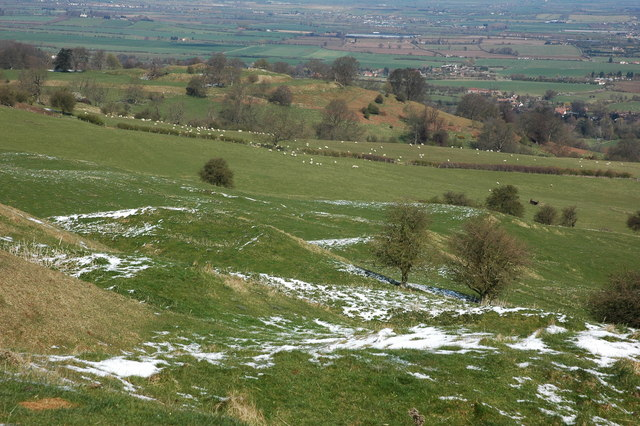
Erdwerke von Elmley Castle

Elmley Castle ist eine Burgruine 1 km südlich des Dorfes Elmley Castle in der englischen Grafschaft Worcestershire. Ende des 11. Jahrhunderts wurde dort eine Burg aus Holz errichtet, die mit Erdwerken geschützt war. Im 12. und möglicherweise auch im 13. Jahrhundert wurde diese Burg in Stein erweitert. Heute finden sich nur noch Ruinen der wichtigen normannischen Burg an den Flanken des Bredon Hill.

## Geschichte
Man denkt, dass Robert „le Despenser“ d’Abetot, der Steward von König Wilhelm II. in den Jahren nach dem Tod von Wilhelms des Eroberers, den Auftrag zum Bau der Burg gab. D’Abetot starb kinderlos um 1098 und sein Alleinerbe war sein Bruder Urse d’Abetot. Elmley Castle wurde in dessen Linie durch Heirat von Urse d’Abetots Tochter Emmeline mit Walter de Beauchamp (später Walter of Elmsley Castle) an die mächtige Familie Beauchamp weitervererbt. Die Burg blieb in der Familie, bis William de Beauchamp 1268 Earldom und Burg von Warwick von seinem Onkel mütterlicherseits, William Mauduit, 8. Earl of Warwick, erbte.
Danach blieb Elmley Castle eine Nebenbesitzung der Earls of Warwick, bis es 1487 der Krone übergeben wurde. 1528 scheint die Burg noch bewohnbar gewesen zu sein, da Walter Walshe zum Konstabler und Statthalter der Burg ernannt wurde. 1544 aber wurde vor der Verlehnung durch die Krone an Sir William Herbert und Christopher Savage ein Bericht über die Grundherrschaft und die Burg von Elmsley erstellt. Dort steht, dass das Dach der Burg vollständig fehle und sie sich im Stadium des Verfalls befinde. John Leland berichtete etwa um dieselbe Zeit: „Dort steht nur noch ein Turm, und der ist teilweise kaputt. Als ich vorbeiging, sah ich Wägen, beladen mit Bausteinen, um die Pershore-Brücke, etwa 11 Meilen entfernt, zu reparieren. Sie [die Burg] liegt auf dem Gipfel eines bewaldeten Hügels, eine kleine Stadt ganz in der Nähe.“
Heute sind von der Burg nur noch Erdwerke erhalten, die als Scheduled Monument gelten. Ein mittelalterlicher Rehpark rund um die Burgruine ist heute noch erhalten.